# Casale Foot Ball Club 1911-1912
Questa pagina raccoglie i dati riguardanti il Casale Foot Ball Club nelle competizioni ufficiali della stagione 1911-1912.

## Stagione
Il Casale è ammesso a disputare il girone nord occidentale del campionato di Prima Categoria, girone che terminò con un onorevole 6º posto in classifica. 

## Rosa
| N. |                   | Ruolo | Calciatore           |
| -- | ----------------- | ----- | -------------------- |
|    | Italia (bandiera) | P     | Attilio Gallina (I)  |
|    | Italia (bandiera) | D     | Attilio Maggiani     |
|    | Italia (bandiera) | D     | Mario Scrivano       |
|    | Italia (bandiera) | C     | Luigi Barbesino      |
|    | Italia (bandiera) | C     | Luigi Cavasonza (II) |
|    | Italia (bandiera) | C     | Giuseppe Parodi      |
|    | Italia (bandiera) | A     | Secondo Caire        |
|    | Italia (bandiera) | A     | Ferrino              |

| N. |                   | Ruolo | Calciatore            |
| -- | ----------------- | ----- | --------------------- |
|    | Italia (bandiera) | A     | Giovanni Gallina (II) |
|    | Italia (bandiera) | A     | Amedeo Varese         |
|    | Italia (bandiera) |       | Eusebio Sarasso       |
|    | Italia (bandiera) |       | Beretta               |
|    | Italia (bandiera) |       | Oreste Guasco         |
|    | Italia (bandiera) |       | Tamburini             |
|    | Italia (bandiera) |       | Ranco                 |
|    | Italia (bandiera) |       | Oriani                |

## Risultati

### Qualificazioni pre-campionato
| Arbitro: | Goodley (Torino) |

|             |           |            |
| Beretta 39’ | Marcatori | 62’ Radice |

| Arbitro: | G.Gama (Milano) |

|  |           |             |
|  | Marcatori | 25’ Sarasso |

### Girone di andata
| Arbitro: | Varetto (Torino) |

|  |           |                                  |
|  | Marcatori | 16’ Bontadini 20’ Ferradini Aebi |

| Arbitro: | Varetto (Torino) |

|                        |           |               |
| Sarasso 60’ Peruzzi II | Marcatori | 55’ Simonazzi |

| Arbitro: | Armano (Torino) |

|            |           |  |
| Rodgers 4’ | Marcatori |  |

| Arbitro: | Visconti (Vercelli) |

|  |           |                  |
|  | Marcatori | ?’ (s.t.) Miller |

| Arbitro: | Visconti (Vercelli) |

|                                                 |           |                            |
| Hurni 19’ Giordano 47’ Galletti Sardi ?’ (rig.) | Marcatori | 20’ Scrivano 65’ Barbesino |

| Arbitro: | Pasteur II (Genova) |

|  |           |           |
|  | Marcatori | 65’ Rizzi |

| Arbitro: | Varetto (Torino) |

|                               |           |  |
| Piacco 17’ Milano II 50’, 66’ | Marcatori |  |

| Arbitro: | Visconti (Vercelli) |

|                          |           |  |
| Maggiani 37’ Sarasso 80’ | Marcatori |  |

| Arbitro: | F. Calì (Genova) |

|                        |           |                               |
| Reynert 25’ Meille 89’ | Marcatori | 65’ (rig.) Varese 67’ Gallina |

### Girone di ritorno
| Arbitro: | Magni (Milano) |

|  |           |            |
|  | Marcatori | 38’ Oriani |

| Arbitro: | Radice (Milano) |

|                         |           |  |
| Sarasso 22’ Gallina 40’ | Marcatori |  |

| Arbitro: | Scamoni (Torino) |

|                           |           |                              |
| Sarasso 18’ Barbesino 56’ | Marcatori | 20’ (rig.), 48’ (rig.) Rubli |

| Arbitro: | Varetto (Torino) |

|           |           |            |
| Marsh 72’ | Marcatori | 47’ Varese |

| Arbitro: | Ferraris (Torino) |

|                                     |           |  |
| Gallina II 4’ Varese 48’ Guasco 49’ | Marcatori |  |

| Arbitro: | F. Calì (Genova) |

|                                                      |           |  |
| Cevenini I 20’, 36’, 90’ Van Hege 60’ Rizzi Bavastro | Marcatori |  |

| Arbitro: | Meazza (Milano) |

|            |           |                            |
| Parodi 83’ | Marcatori | 49’ Binaschi 54’ Rampini I |

| Arbitro: | Mauro (Milano) |

|  |           |           |
|  | Marcatori | 65’ Caire |

| Arbitro: | Ferraris (Torino) |

|                           |           |  |
| Cavasonza 26’ Sarasso 89’ | Marcatori |  |

## Statistiche

### Statistiche di squadra
| Competizione                  | Punti | In casa | In casa | In casa | In casa | In casa | In casa | In trasferta | In trasferta | In trasferta | In trasferta | In trasferta | In trasferta | Totale | Totale | Totale | Totale | Totale | Totale | DR |
| Competizione                  | Punti | G       | V       | N       | P       | Gf      | Gs      | G            | V            | N            | P            | Gf           | Gs           | G      | V      | N      | P      | Gf     | Gs     | DR |
| ----------------------------- | ----- | ------- | ------- | ------- | ------- | ------- | ------- | ------------ | ------------ | ------------ | ------------ | ------------ | ------------ | ------ | ------ | ------ | ------ | ------ | ------ | -- |
| Qualificazioni pre-campionato | 3     | 1       | 0       | 1       | 0       | 1       | 1       | 1            | 1            | 0            | 0            | 1            | 0            | 2      | 1      | 1      | 0      | 2      | 1      | +1 |
| Prima Categoria               | 15    | 9       | 4       | 1       | 4       | 12      | 9       | 9            | 2            | 2            | 5            | 7            | 17           | 18     | 6      | 3      | 9      | 19     | 26     | -7 |
| Totali                        | 18    | 10      | 4       | 2       | 4       | 13      | 10      | 10           | 3            | 2            | 5            | 8            | 17           | 20     | 7      | 4      | 9      | 21     | 27     | -6 |

### Statistiche dei giocatori
| Giocatore    | Prima Categoria | Prima Categoria |
| Giocatore    | Presenze        | Reti            |
| ------------ | --------------- | --------------- |
| L. Barbesino | 20              | 1               |
| Belloni      | 5               | 0               |
| Beretta      | 2               | 1               |
| S. Caire     | 20              | 2               |
| L. Cavasonza | 15              | 3               |
| Ferrino      | 1               | 0               |
| A. Gallina   | 19              | -23             |
| G. Gallina   | 20              | 3               |
| Gattone      | 1               | -4              |
| O. Guasco    | 16              | 1               |
| A. Maggiani  | 20              | 1               |
| G. Parodi    | 17              | 1               |
| Ranco        | 3               | 0               |
| E. Sarasso   | 20              | 6               |
| M. Scrivano  | 20              | 0               |
| Tamburini    | 3               | 0               |
| A. Varese    | 18              | 2               |